# Клювинский сельский совет
Клювинский сельский совет (укр. Клювинська сільська рада) — входит в состав
Гусятинского района
Тернопольской области
Украины.
Административный центр сельского совета находится в 
с. Клювинцы.

## История
- 1615 — дата образования.

## Населённые пункты совета
- с. Клювинцы